# Bosnalijek
Osnovan 1951. godine, Bosnalijek je najveći industrijski proizvođač lijekova u Bosni i Hercegovini, s bogatim proizvodnim programom generičkih lijekova.
Struktura proizvodnog programa Bosnalijeka fokusirana je na lijekove  koji su u skladu sa savreminim farmakoterapijskim smjernicama  u primjeni za akutne i hronične bolesti, kao i u preventivi  od određenih bolesti i zaštiti zdravlja. Širok proizvodni program obuhvata lijekove za peroralnu, parenteralnu i topikalnu primjenu, s učinkom na probavni sistem i metabolizam, krv i krvotvorne organe, kardiovaskularni sistem, kožu, koštano-mišićni, nervni i respiratorni sistem, te sistemske hormonske lijekove i antiinfektive za sistemsku primjenu. Osim receptnih i bezreceptnih lijekova, Bosnalijek proizvodi i dodatke prehrani, medicinska sredstva, kozmetiku s posebnom namjenom i dezinficijense.
U svim fazama proizvodnje, razvoja, kontrole i ukupnog poslovanja Bosnalijek stalno poboljšava sistem kvaliteta, koji je sastavni dio svakodnevnog rada kompanije, a potvrda njegove primjene je kvalitet proizvoda i rastuća prodaja.

## Povijest
Od osnivanja do 1991. godine, Bosnalijek je poslovanje bazirao na licencnim ugovorima s renomiranim svjetskim farmaceutskim kompanijama, dok je jedan dio aktivnosti bio posvećen vlastitom razvoju i proizvodnji farmaceutskih proizvoda. Plasman proizvoda bio je usmjeren prema bivšoj SFRJ i zemljama SSSR-a.
Od 1991. godine Bosnalijek poduzima strateški zaokret u poslovanju i postaje renomirani proizvođač generičkih lijekova s bogatim asortimanom koji plasira na tržišta širom svijeta. Za ostvarivanje ove strateške promjene bilo je neophodno uložiti značajna sredstva u izgradnju novih i modernizaciju postojećih pogona, koji zadovoljavaju najviše svjetske standarde u farmaceutskoj proizvodnji.
Danas je Bosnalijek lider na tržištu Bosne i Hercegovine, koji svoje proizvode plasira na tri kontinenta. Trenutno prometuje na 21 izvoznom tržištu, među kojima je najuspješnije tržište Ruske Federacije. 
Svoje proizvode plasira i na sljedeća izvozna tržišta: Albaniju, Armeniju, Azerbajdžan, Bjelorusiju, Crnu Goru, Gruziju, Hrvatsku, Jemen, Kazahstan, Kosovo, Libiju, Makedoniju, Moldaviju, Rusiju, Sloveniju, Somaliju, Srbiju, Tursku, Turkmenistan, Ukrajinu i Uzbekistan. 
Na inostranim tržištima u 2017. godini Bosnalijek je ostvario 70 posto svog ukupnog prihoda od prodaje.

## Vanjske poveznice
- bosnalijek.ba
- bosnalijek.com